# Fazenda Nossa Senhora do Bom Sucesso
A Fazenda Nossa Senhora do Bom Sucesso localiza-se no Vale do Paraíba, após à entrada da cidade de Cordeiro em direção à hidroelétrica Santa Rosa. Sua construção data do século XIX (1869) e originalmente era uma fazenda cafeeira.

## História
O suposto construtor da casa-sede teria sido Antônio de Faria Salgado, cafeicultor em Euclidelândia. Casou-se com Maria Clara Teixeira da Silva Freire, filha de Caetano da Silva Freire que já era o proprietário das terras pertencentes à Fazenda de Bom Sucesso. A sede da Fazenda de Bom Sucesso foi construída com enorme solidez e um belo trabalho de cantaria. O porão era onde ficava a senzala. Consta que a fazenda já possuía 121 escravos em 1853 e que mais 83 foram adquiridos após a morte de Caetano.
Mais tarde, a fazenda passou à família Monnerat, à Eponina e Agenor, que era bisneto do casal suíço François Xavier Monnerat e Elizabeth Koller que chegaram à Nova Friburgo no início do século XIX. Com o passar do tempo, as terras foram sendo divididas e vendidas, sobrando apenas uma área pequena em torno da sede. 
A fazenda depois foi adquirida pela família Faria e os irmãos cineastas Reginaldo Faria(ator também) e Roberto Faria usaram a casa para filmar a comédia "Quem tem medo do Lobisomem" (1974). Depois a fazenda foi vendida para Lia Neves da Rocha e seu filho, que restauraram e mobiliaram cuidadosamente a sede.

## Arquitetura
Pela estrada acidentada que dará acesso à fazenda, já se observa o portão em ferro fundido afixado em marcos de pedra. Erguida ao fim de um caminho cercado por palmeiras imperiais enfileiradas, a fazenda encontra-se em meio a uma bela paisagem de exuberância arbórea, com partes ainda mantendo a mata nativa.
Das construções originais, a fazenda mantém apenas a casa-sede, alterada por reformas na década de 1980, e o local dos antigos terreiros de secagem de café. Em frente à sua fachada principal e antes de chegar aos antigos terreiros, existe um jardim com um espelho d’água à esquerda (parecendo um pequeno lago) e uma bacia central com repuxo em ferro fundido, rodeada por quatro palmeiras. À direita da casa-sede está a piscina em um platô elevado, já parte da modernização da década de 80 e um pequeno quiosque, em ferro fundido, que certamente foi trazido de outro local e por suas características parece ter sido um guichê. Uma passarela liga o platô à cavalariça em estilo chalé, que provavelmente foi construída em uma reforma do início do século XX. Este chalé foi erguido sobre o antigo engenho, ainda se nota as banquetas em pedra e a roda d'água em ferro ao fundo desta construção. 
A casa-sede apresenta uma arquitetura que a distingue das outras fazendas de café da região, possuindo dois pavimentos nobres sobre um porão habitável. O porão possui cinco vãos de porta com gradis em ferro fundido, todos com vergas retas. A escada de acesso ao primeiro pavimento nobre é margeada por costaneiras em pedra, com dois lances opostos, paralelos à fachada e com gradil de ferro. Nas portas de entrada encontram-se as aldravas douradas de mandíbulas de leões. O segundo pavimento nobre possui dez janelas e três sacadas. Aos fundos, possui uma lavanderia e uma extensa garagem.
Internamente, tem a divisão de acesso de serviço ao fundo e acesso social pela frente, através da fachada principal como as outras fazendas. O primeiro pavimento possui uma escadaria interna que dá acesso ao porão e uma outra escadaria, iluminada por uma claraboia, dá acesso ao segundo pavimento. Além da capela no segundo pavimento, possui também uma tribuna de capela no primeiro pavimento. Possui uma suíte e três quartos no primeiro andar além da sala/hall e no segundo pavimento, está a sala de jogos, de estar e mais quatro quartos e uma suíte. Na maior parte dos ambientes nobre o piso é em tabuado de madeira, com paredes revestidas em argamassa e forros em madeira. 

## Decoração
As paredes do primeiro pavimento nobre apresentam pinturas de paisagem. Já nas salas de estar e jantar do segundo pavimento, as paredes estão cobertas por papéis de parede. Nos banheiros, já reformados, as louças dos lavatórios possuem um diferencial, são decoradas com pássaros, flores ou cavalos. Em outras partes da casa, possuem peças trazidas de demolição.